# Reinhold Pabel

Reinhold Pabel (1953)

Reinhold Pabel (* 5. November 1915 in Hamburg; † 27. Mai 2008 ebenda) war ein deutscher Autor und Buchantiquar. Bekannt wurde er auch durch den erfolgreichen Ausbruch aus einem amerikanischen Kriegsgefangenenlager.

## Leben

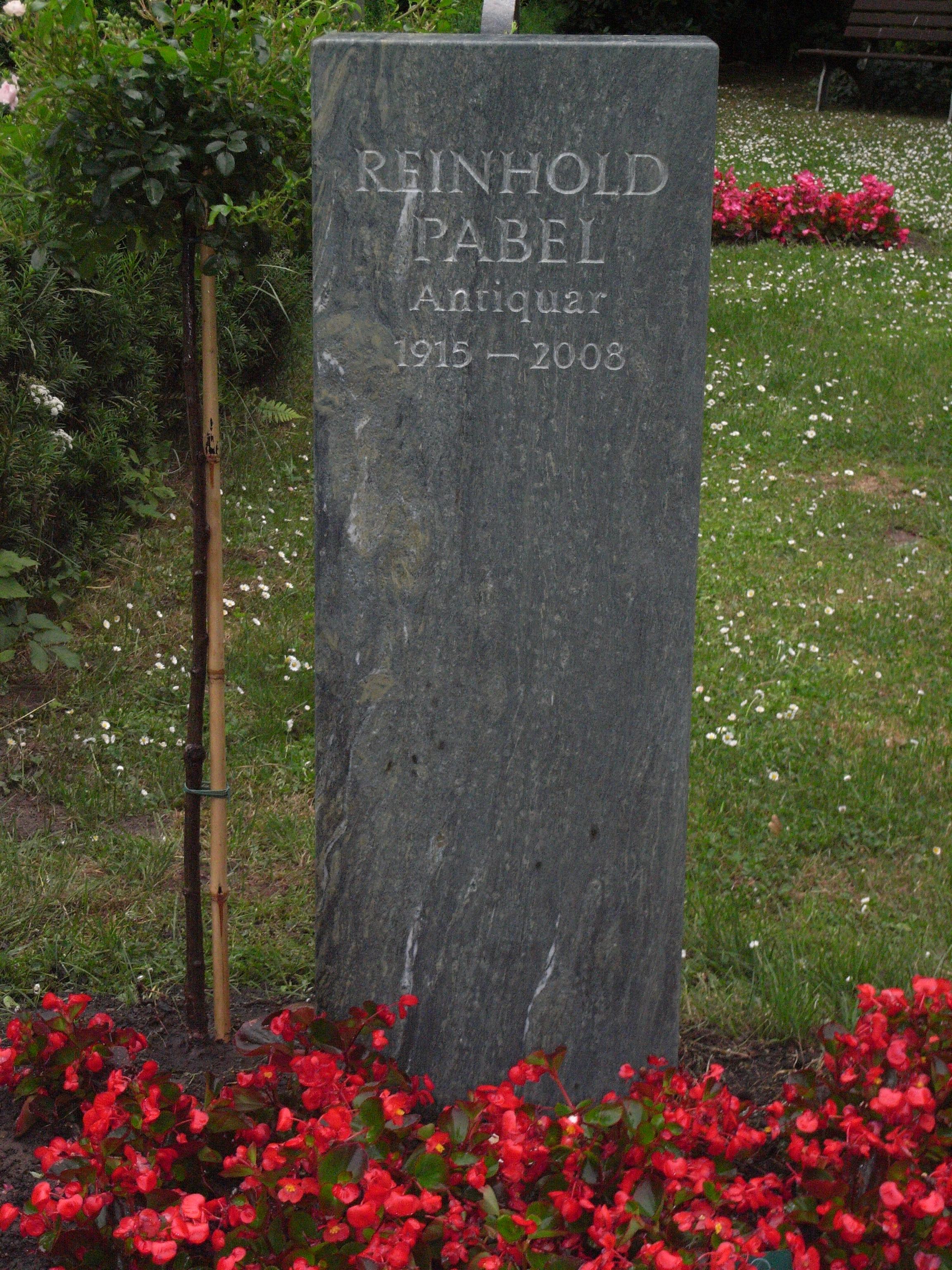
Grabstätte auf dem Friedhof Ohlsdorf

Pabel begann 1936 ein Studium der katholischen Theologie und der Philosophie in Münster. Während des Zweiten Weltkrieges wurde er eingezogen und geriet in amerikanische Gefangenschaft. Aus dem Gefangenenlager in den Vereinigten Staaten konnte er flüchten. Er gründete in Amerika eine Familie und eröffnete unter dem Namen Phil Brick im  Frühjahr 1948 in Chicago einen Book Mart. Nach kurzer Zeit wurde er durch das FBI festgenommen und musste sich einem öffentlichen Gerichtsverfahren stellen. Nach der Haft kehrte er für einige Zeit nach Hamburg zurück und beantragte dort eine offizielle Einreisegenehmigung für die Vereinigten Staaten. Erst Mitte der 1960er Jahre ließ er sich als amerikanischer Staatsbürger endgültig wieder in Deutschland nieder. Seit 1964 war Reinhold Pabel als Geschäftspartner im Antiquariat von Rudolf Habelt in Bonn tätig. 1974 eröffnete er in Hamburg in den Krameramtswohnungen unweit des Hamburger Michel sein eigenes Antiquariat, das er zu Beginn der 1980er durch ein Geschäft an der Englischen Planke erweiterte. Ende der 1980er Jahre übergab Pabel die Führung der beiden Geschäfte in die Hände seiner Tochter Lucie Pabel und seines Schwiegersohnes Gottwalt Pankow. 1990 trat er in den Ruhestand. Pabel gehört zu den Mitbegründern der in Hamburg ausgerichteten Antiquariatsmesse quod libet.
Neben seiner buchhändlerischen Tätigkeit fand Pabel Zeit, Bücher zu lokalhistorischen Themen zu verfassen, die teilweise in mehreren Auflagen in den Handel kamen.
Beigesetzt wurde Pabel am 6. Juni 2008 auf dem Friedhof Ohlsdorf. Die Grabstätte liegt südlich von Kapelle 3 im Planquadrat A 18.
Sein Buch Enemies are human diente als Vorlage für den 1961 gedrehten Film Auf Wiedersehen.

## Werke
- mit Karl August Siegel: Christliches Leben im Mönchtum der Ostkirche: Der Heilige Berg Athos. Lichtbildverlag L. Schumacher, Erkenschwick (Kr. Recklinghausen i. W.) 1939
- Athos, der heilige Berg: Begegnung mit dem christlichen Osten. Geleitwort: Joseph Lortz, Regensbergsche Verlagsbuchhandlung, Münster 1940 (Pilgerbericht von einer Reise zum Heiligen Berg Athos in Griechenland)
- Enemies are human. 1955 (Roman mit autobiographischen Angaben)

Feinde sind auch Menschen: 7 Jahre in Chicago untergetaucht. Flucht und Abenteuer eines deutschen Kriegsgefangenen. Stalling, Hamburg/Oldenburg 1957 (deutsche Übersetzung)
- Im Schatten des Michel: das Kramer-Amt in Hamburg und seine Witwen-Wohnungen am Krayenkamp. Christians, Hamburg, 1978, 1985, 1990, ISBN 3-7672-0543-2.
- Der Kleine und der Große Hamburger Michel. Christians, Hamburg 1986, ISBN 3-7672-0939-X.
- Hamburger Kultur-Karussell zwischen Barock und Aufklärung: Zeitzeugen aufgespürt und kommentiert. Wachholtz, Neumünster 1996, ISBN 3-529-07400-4.
- Alte Hamburger Straßennamen. Edition Temmen, Bremen 2001, ISBN 3-86108-769-3.